# 黄庆学
黄庆学（1960年12月5日—），吉林舒兰人，汉族，中国共产党党员。中华人民共和国政治人物、第十三届全国人民代表大会山西地区代表。现任中国工程院院士。
1984年获东北重型机械学院工学院学士学位，1989年获燕山大学工学硕士学位，1999年获燕山大学工学博士学位。历任太原重型机械学院科技处处长、学科学位办主任，太原科技大学副校长，太原科技大学党委副书记、副校长。
2016年1月任太原理工大学党委副书记、校长。
2018年2月24日，当选为第十三届全国人大代表。
2021年9月，不再担任太原理工大学党委副书记、校长。